# Heptapyrgion
 (août 2025).

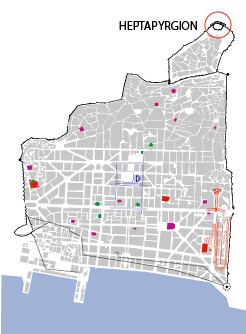
Localisation de l'Heptapyrgion à Thessalonique.

L'Heptapyrgion (en grec moderne : Επταπύργιο, littéralement « le fort à sept tours »), aussi connu sous le nom turc de Yedi Kule (même sens), est une forteresse byzantine et ottomane située à l'extrémité nord-est de l'acropole de Thessalonique. Bien que pourvu de dix tours et non de sept, il est ainsi nommé probablement en référence à la forteresse similaire, et légèrement postérieure, située à l'extrémité sud du rempart terrestre de Constantinople.

## Histoire

### La citadelle de Thessalonique
Le fort de l'Heptapyrgion se trouve dans l'angle nord-est de l'acropole. Si l'enceinte urbaine de Thessalonique remonte à la fondation de cette ville fortifiée par Cassandre en 316, les remparts de l'acropole, pour l'essentiel encore visibles aujourd'hui, datent de l'Antiquité tardive, de la fin du IVe siècle, sous le règne de l'empereur Théodose Ier. C'est probablement à cette phase des fortifications qu'appartiennent les cinq tours nord de l'Heptapyrgion (π1-π5) ainsi que la courtine qui les relie, qui constituent donc à cette époque le côté nord des remparts de l'acropole. Une datation plus tardive, au IXe siècle est cependant parfois aussi avancée.
La construction dans une seconde phase de cinq autres tours et d'une courtine délimitant, en le fermant au sud, un réduit fortifié à l'intérieur même de l'acropole daterait peut-être du XIIe siècle. Cette forteresse est achevée et remaniée à l'époque des Paléologue. La nature de la reconstruction et la datation de cette partie sud, comme de l'ensemble du reste, est disputée. Il n'existe en effet pas mention de ce fort dans les sources littéraires les plus anciennes, et les plus tardives sont souvent ambiguës : un « castiel » est mentionné en 1208-1209, un « castellan avec les tzakones du château » en 1235, tandis que le koulas de Thessalonique figurant dans les chroniques des XIVe siècle et XVe siècle peut aussi bien désigner l'Heptapyrgion que la citadelle de l'acropole tout entière.

### De l'acropole byzantine au fort ottoman
Le principal témoignage assuré concernant la forteresse de l'Heptapyrgion est l'inscription placée au-dessus de la porte, qui indique qu'elle fut reconstruite par Çavuş Bey immédiatement après la prise de Thessalonique par les Turcs en 1431 :

« Cette acropole fut conquise et capturée par la force, des mains des infidèles et des Francs, avec l'aide de Dieu, par le sultan Mourad, fils du sultan Mehmet, dont Dieu ne cesse pas de rendre la bannière victorieuse. Et il a massacré et fait prisonniers certains de leurs fils, et il s'est emparé de leurs biens. Et environ un mois plus tard, cette tour fut construite et fondée par Çavuş Bey, roi des émirs et le Grand, au mois de Ramadan, l'an 834 (= 1431) »

Plutôt qu'une construction ex nihilo, démentie par l'archéologie, l'intervention de Çavuş Bey, le premier gouverneur ottoman de la ville, peut se limiter à la restauration des bastions de la porte monumentale du fort. Celui-ci est désigné sous l'appellation Iç Kale (« forteresse intérieure ») en 1591 et sa garnison compte 300 hommes : le fort est alors la résidence du gouverneur militaire de la ville. On sait par une inscription aujourd'hui perdue, mais relevée au XVIIe siècle par un voyageur turc, Evliya Çelebi, qu'il fut de nouveau restauré en 1646.
Un inventaire des armes et des munitions contenues dans les différents forts de Thessalonique en 1733 fournit les noms turcs des tours de Yedi Kule : il s'agit de Fener Kulesi (Tour de la lanterne), Makasli Kule (Tour cintrée), Su Kulesi (Tour de l'eau), Tzepchane Kulesi (Tour des canons), Hapischane Kulesi (Tour des gardes), Kiz Kulesi (Tour de la jeune fille), Zehire Abar Kulesi (Tour du grenier à grains), Hisar Petse (Fort de couverture), Kanli Bourgaz (Tour sanglante), et Çengene Tabialar (Fortifications ?). Les trois dernières, par opposition aux tours, sont considérées comme des forteresses.
C'est à la fin du XIXe siècle que le fort tombe en désuétude et qu'il est transformé en prison.

### La transformation en prison

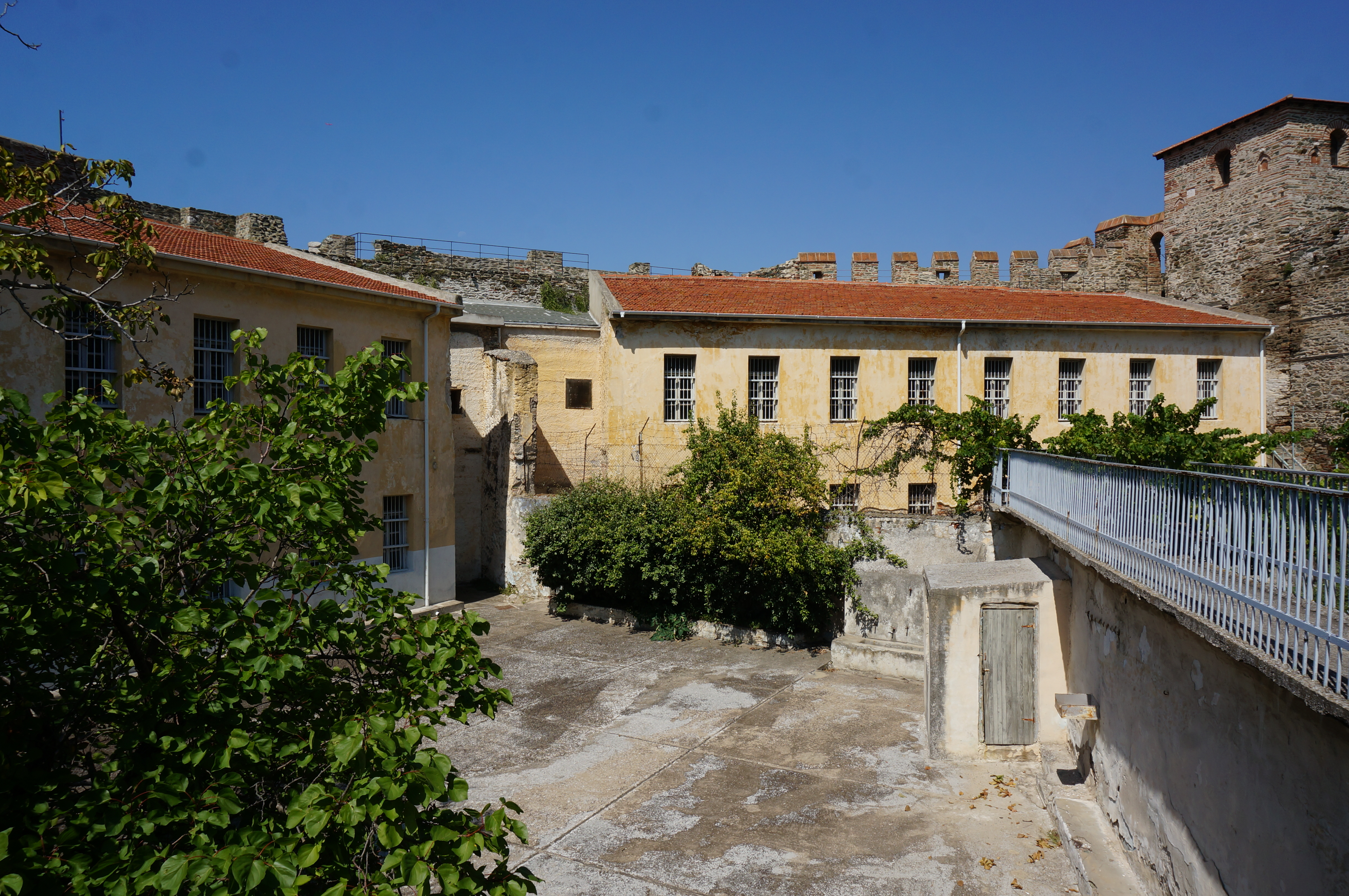
La cour sud-ouest vue depuis le panoptique.

Au cours des années 1890, la forteresse fut réaménagée en prison : la date n'est pas connue avec certitude, mais la mention de la prison sur une carte de la ville en 1899 fournit un terminus ante quem pour l'opération. Cette transformation eut pour résultat de faire disparaître toutes les installations antérieures à l'intérieur du fort, dont il ne subsiste rien. En revanche, les fortifications elles-mêmes ne furent que peu modifiées, bien que leur rôle ait été ainsi symboliquement renversé : conçu à l'origine pour protéger ses résidents d'une menace extérieure, le fort protège dès lors au contraire le monde extérieur contre ses résidents.
La prison reste longtemps le principal établissement pénitentiaire de Thessalonique, et accueille tous les condamnés, hommes et femmes, quelle que soit leur condamnation. De nouveaux bâtiments sont construits le long des murs de fortification, à l'intérieur et à l'extérieur, pour remplir les diverses fonctions correspondant à ce nouveau rôle. L'espace intérieur est divisé en cinq cours par des clôtures rayonnant à partir d'un mirador central. Trois de ces cours sont pourvues d'un bâtiment à deux étages accueillant les cellules, et d'un poste de garde. Les deux autres correspondent à la chapelle de la prison et à d'autres annexes. Un quatrième bloc de cellules situé à côté de la tour nord-est fut détruit pendant la Seconde Guerre mondiale. Les bâtiments extérieurs, sur le côté extérieur sud du fort, correspondent aux bureaux, à la prison des femmes ainsi qu'aux cellules d'isolement, à l'ouest.
Les chansons rebétika font souvent référence à cette prison, sous le nom de Yedi Koule, et plusieurs d'entre elles ont pour titre ce nom.

### La restauration de l'Heptapyrgion
La prison reste en activité jusqu'en 1989, lorsqu'elle est transférée à l'extérieur de la ville. Le monument est alors confié au ministère de la culture et au service régional d'archéologie byzantine, la 9e éphorie des Antiquités byzantines et modernes, qui y transfère certains de ses services. Ce service était déjà intervenu pour des travaux de restauration en 1973, sur le côté nord-ouest de la courtine, puis surtout entre 1983 et 1985 pour réparer les dommages causés par le séisme de 1978.
Les travaux d'étude et de restauration de l'Heptapyrgion débutent dès 1990, et une première tranche s'achève en 1995 : des relevés architecturaux complets et photogrammétriques du monument sont réalisés, ainsi qu'une modélisation informatique de la forteresse. De nombreuses institutions participent à ces programmes : l'Université Aristote de Thessalonique, l'Université américaine Cornell pour un programme de dendrochronologie, le Centre pour la Préservation et l'Héritage du Mont Athos, ainsi que la municipalité de Thessalonique.

## Galerie

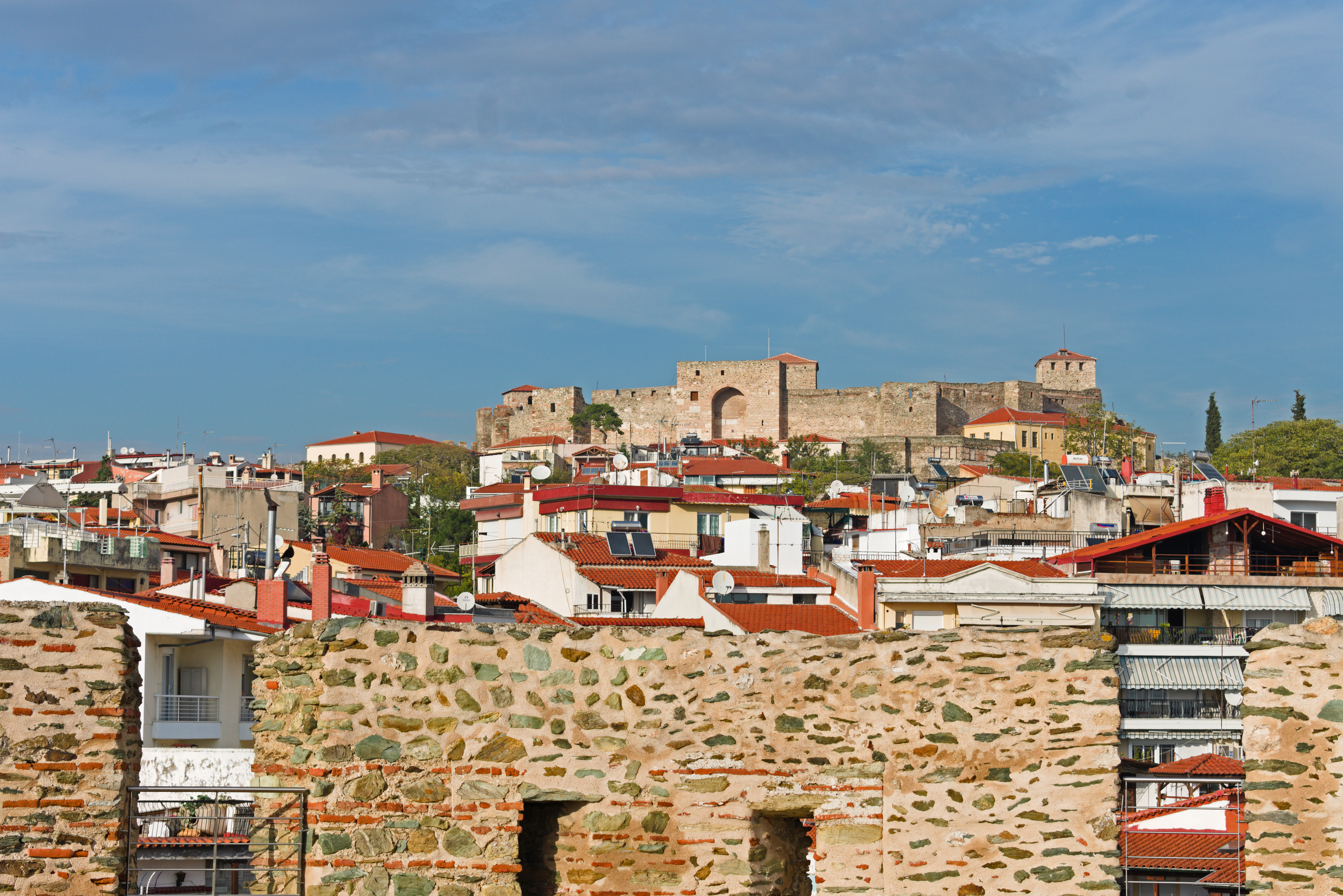
La citadelle dominant la ville.
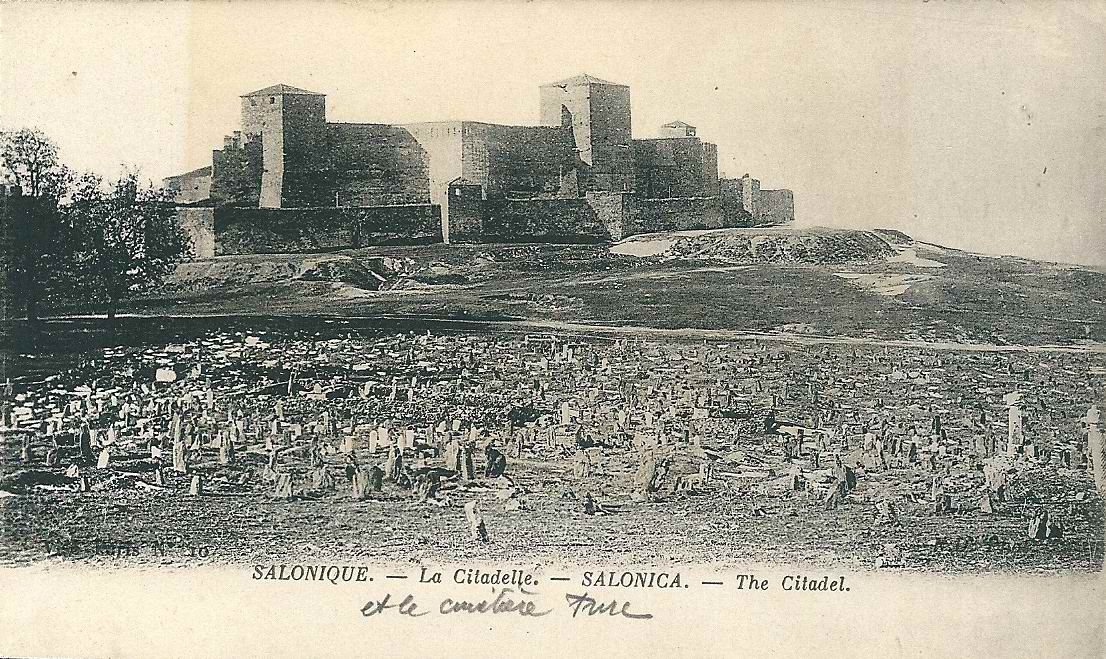
Vue de l'arrière. Au premier plan, le cimetière turc. (Photo avant 1919)
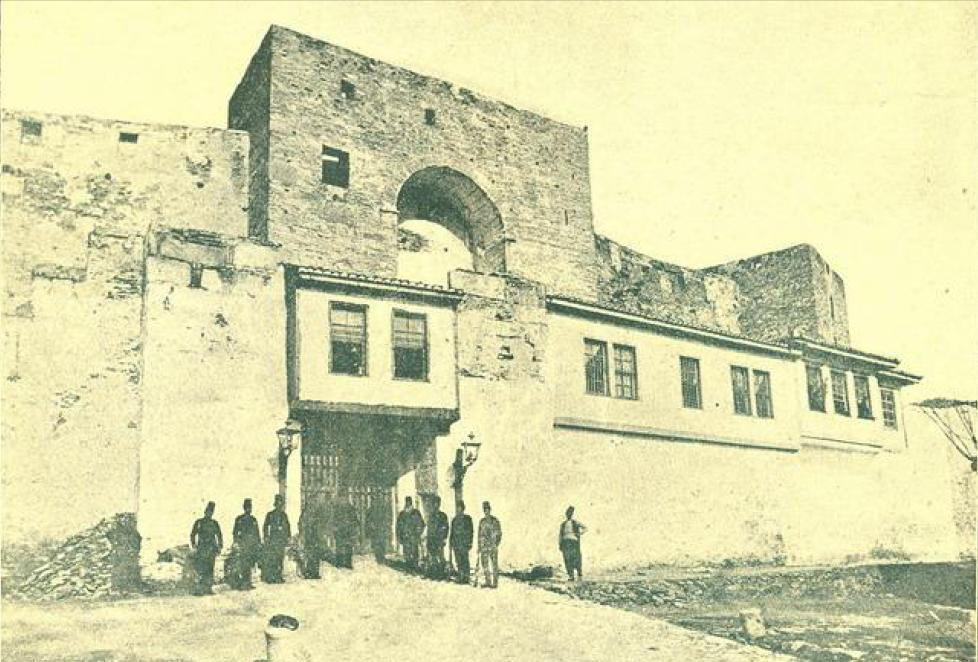
L'entrée de l''Heptapyrgion. (Photo avant 1913)
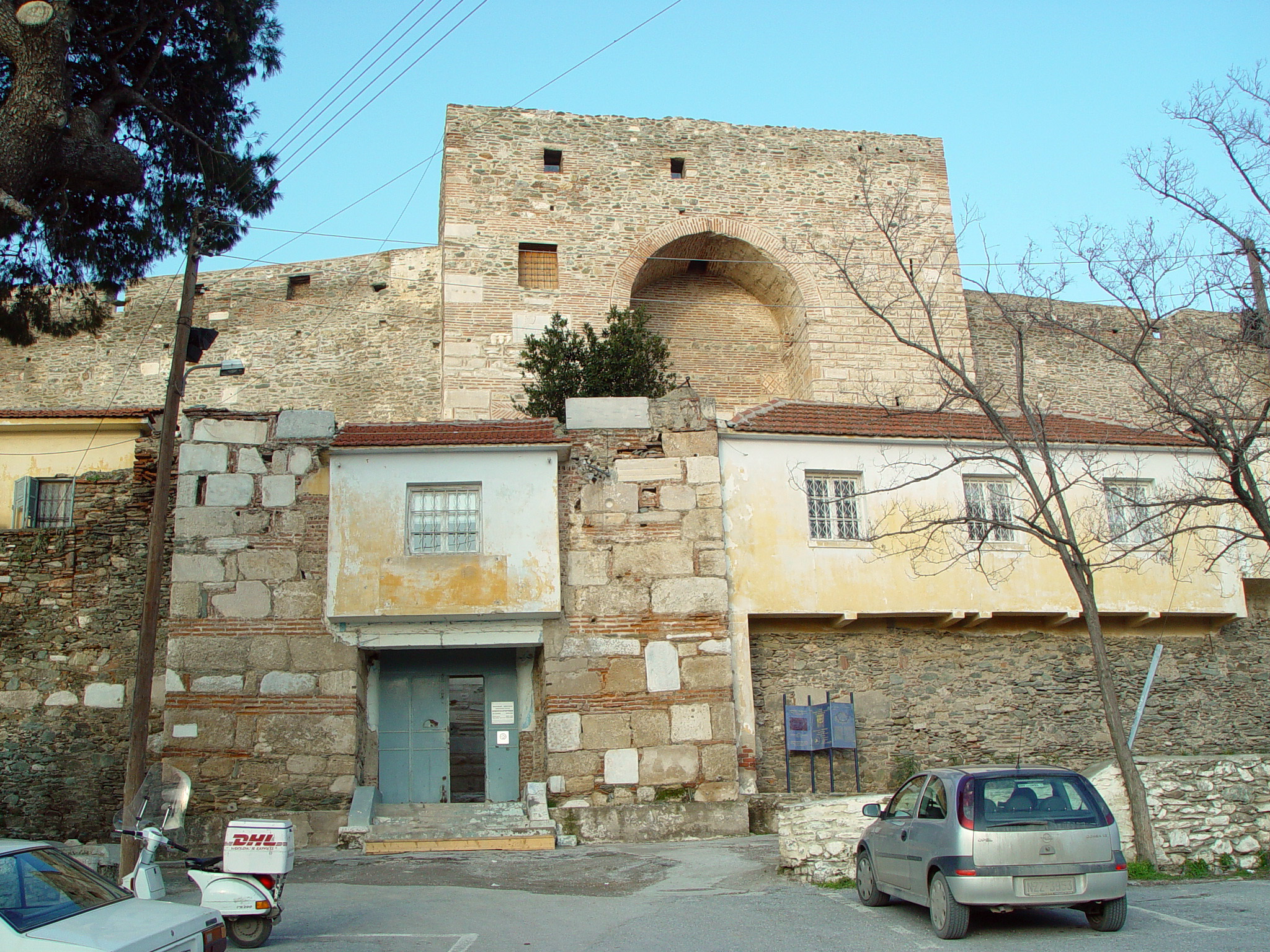
L'entrée aujourdhui.
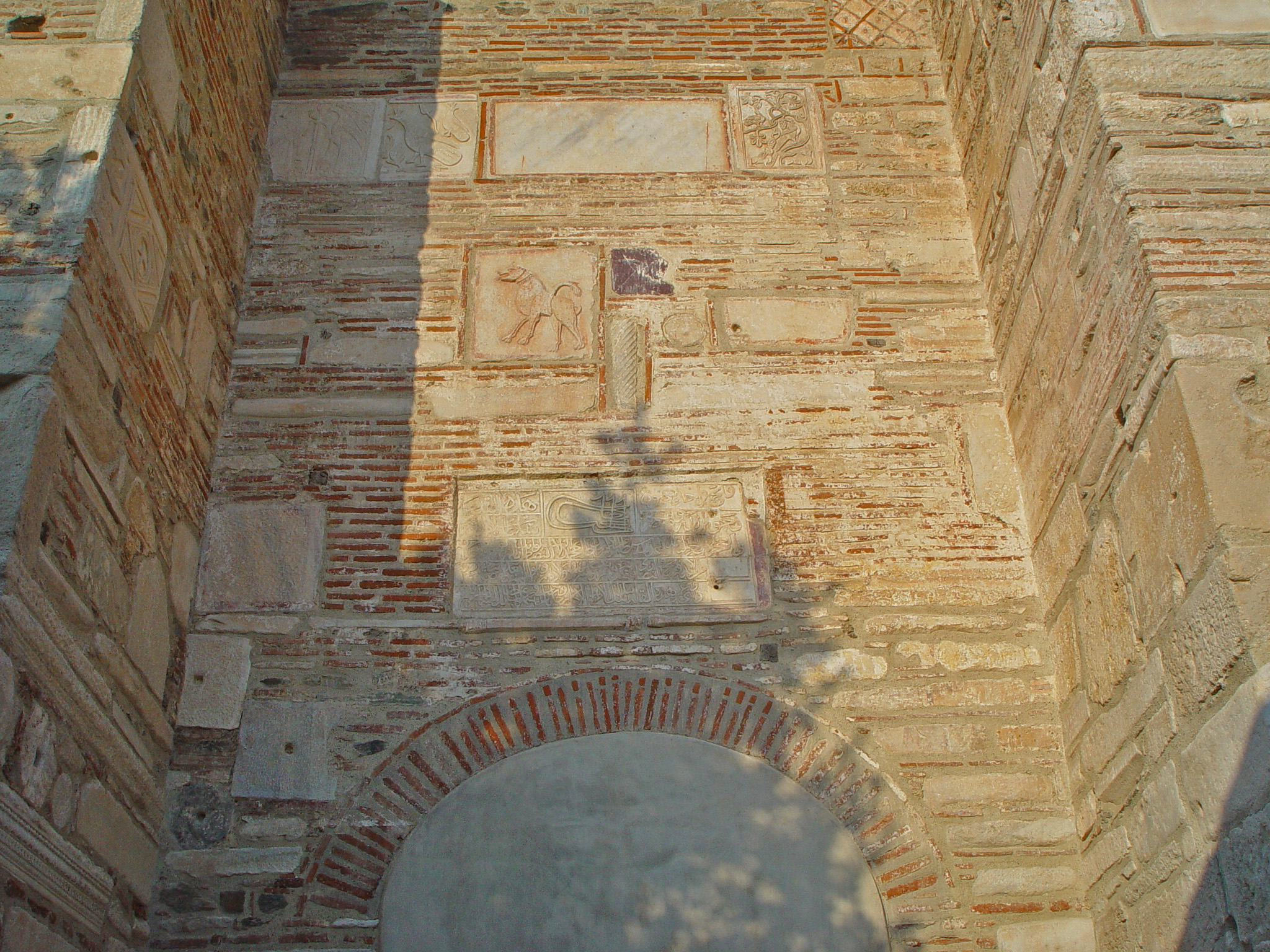
Arc en plein cintre de l'entrée, surmonté de l'inscription de fondation et de panneaux avec un décor animalier.
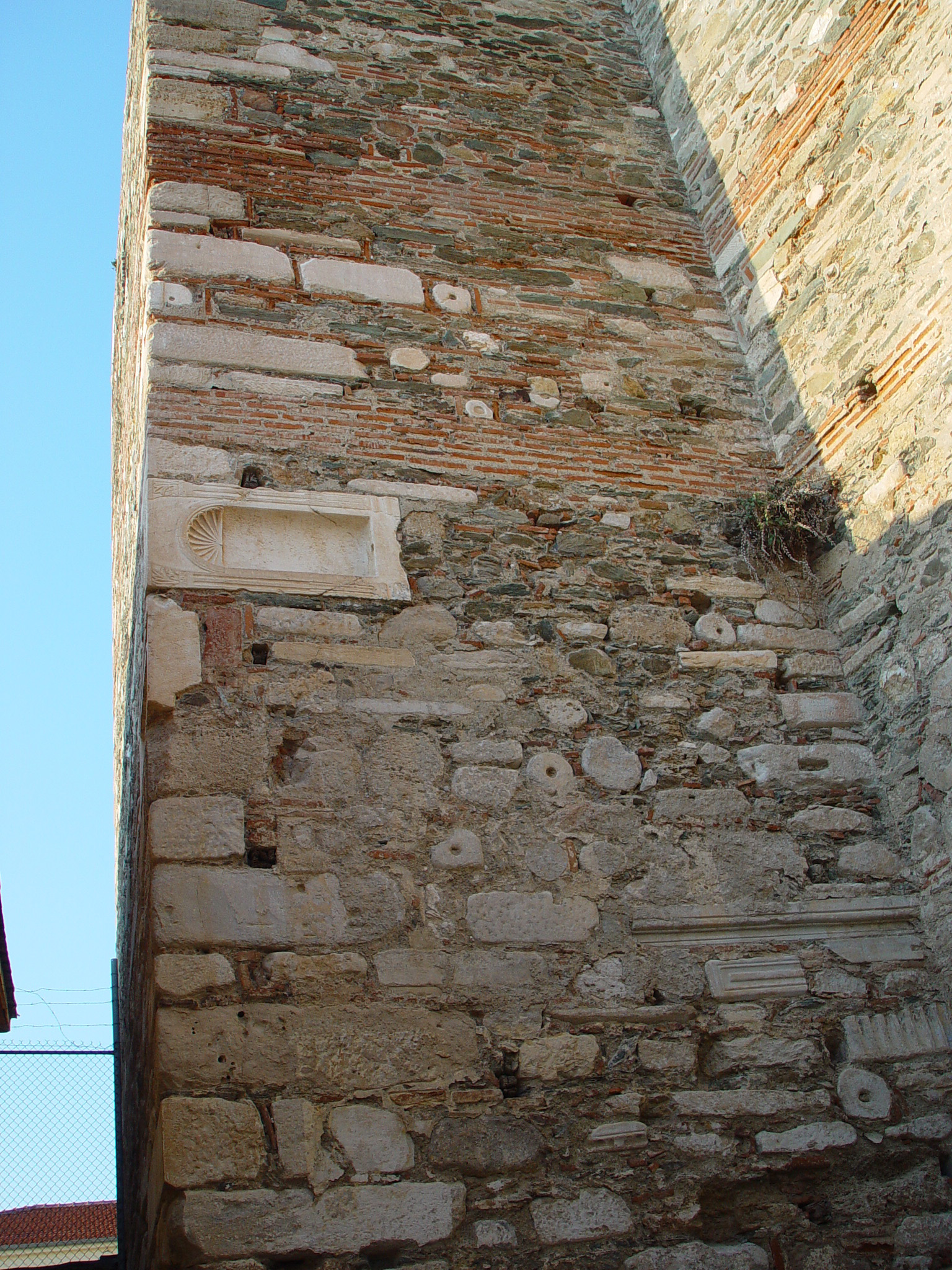
Tour droite de l'entrée avec remplois. Noter en particulier la niche en plein cintre placée à l'horizontale.
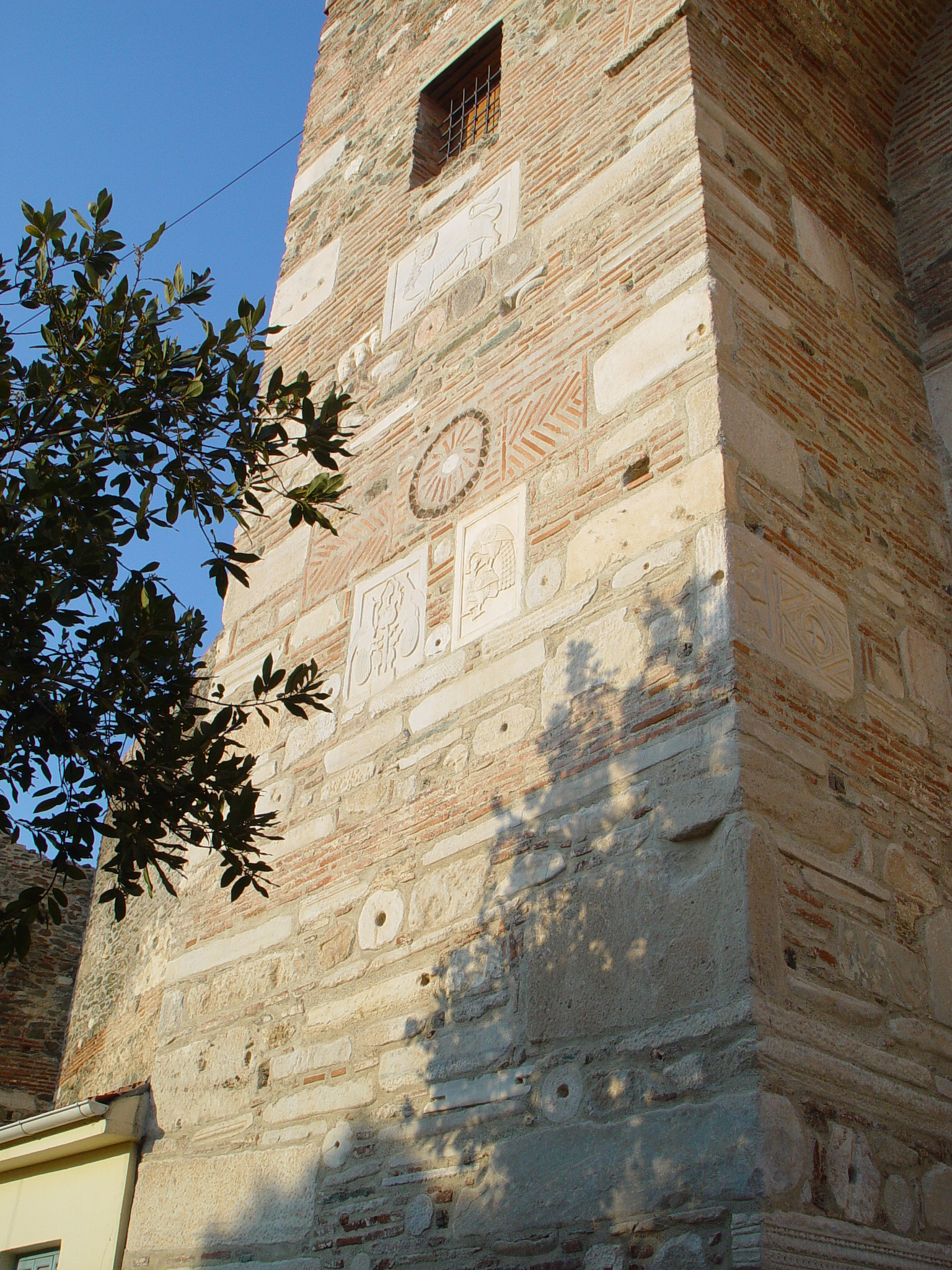
Tour gauche de l'entrée avec remplois.
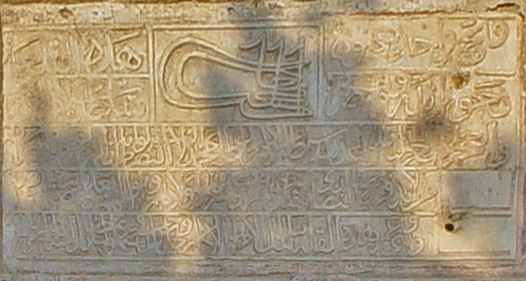
Inscription commémorant la fondation de la forteresse en 1431.
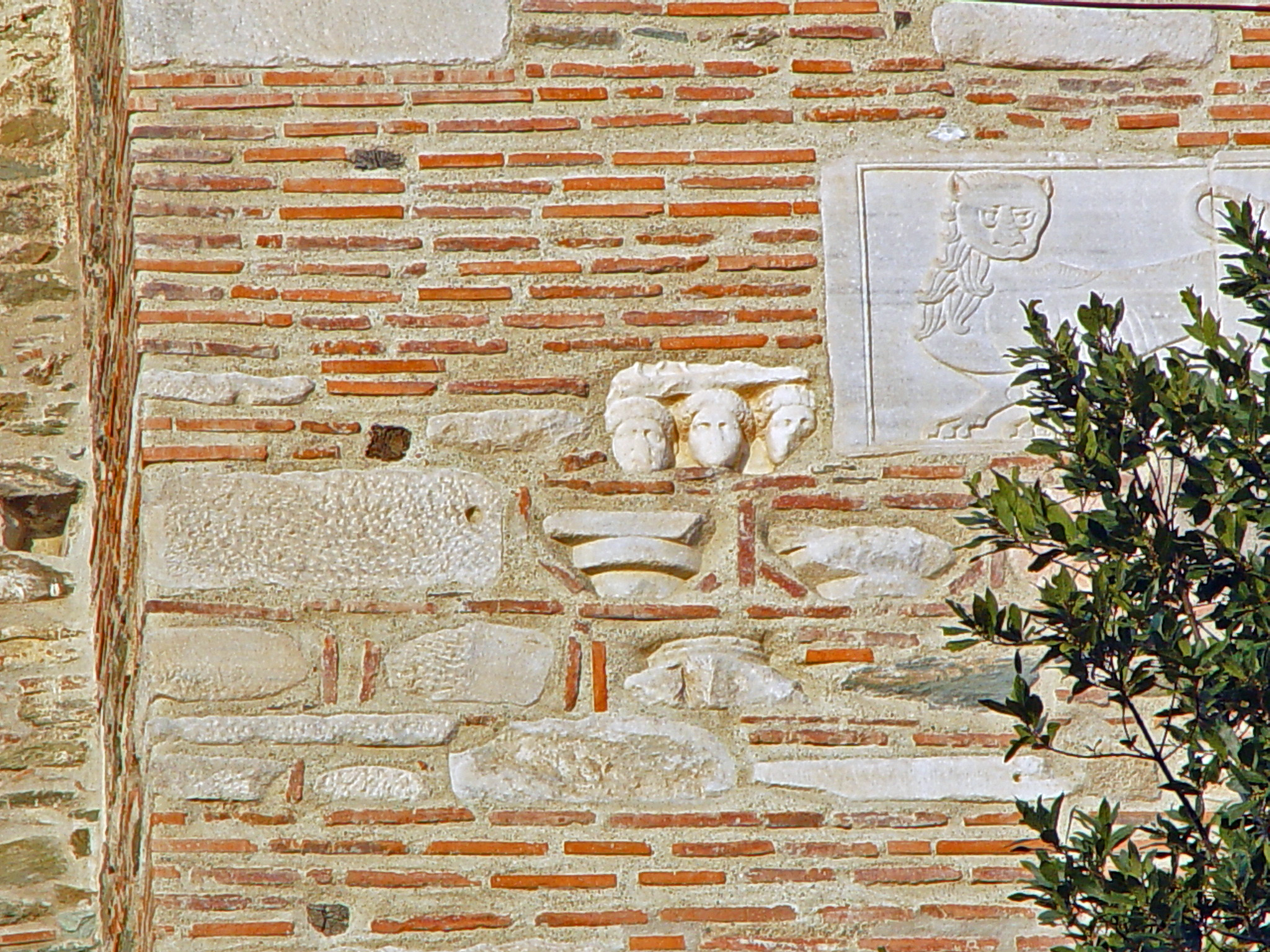
Détail de la maçonnerie avec remplois de sculpture romaine (au centre) et byzantine (à droite).
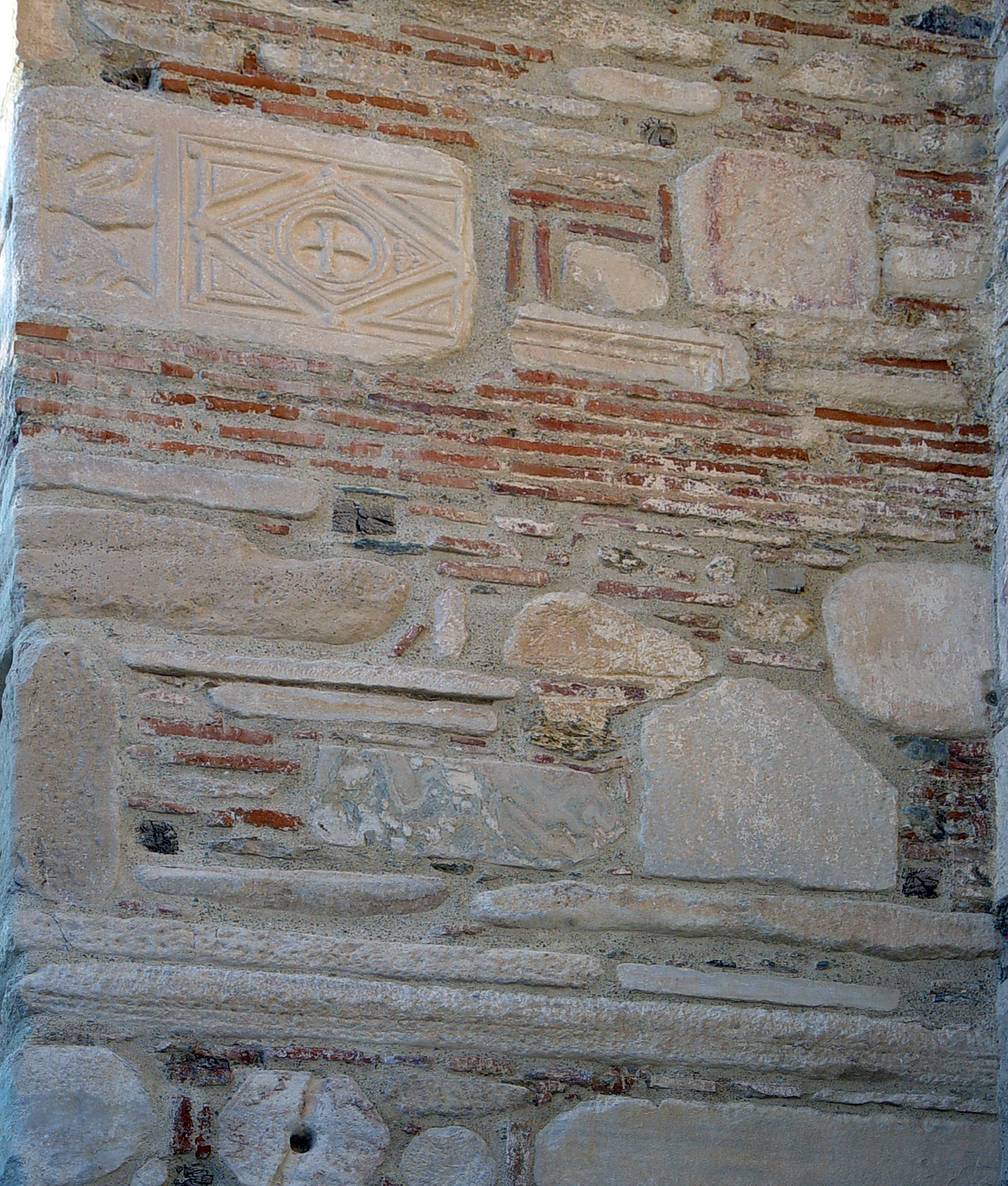
Détail de la maçonnerie avec remplois de sculpture romaine et byzantine.
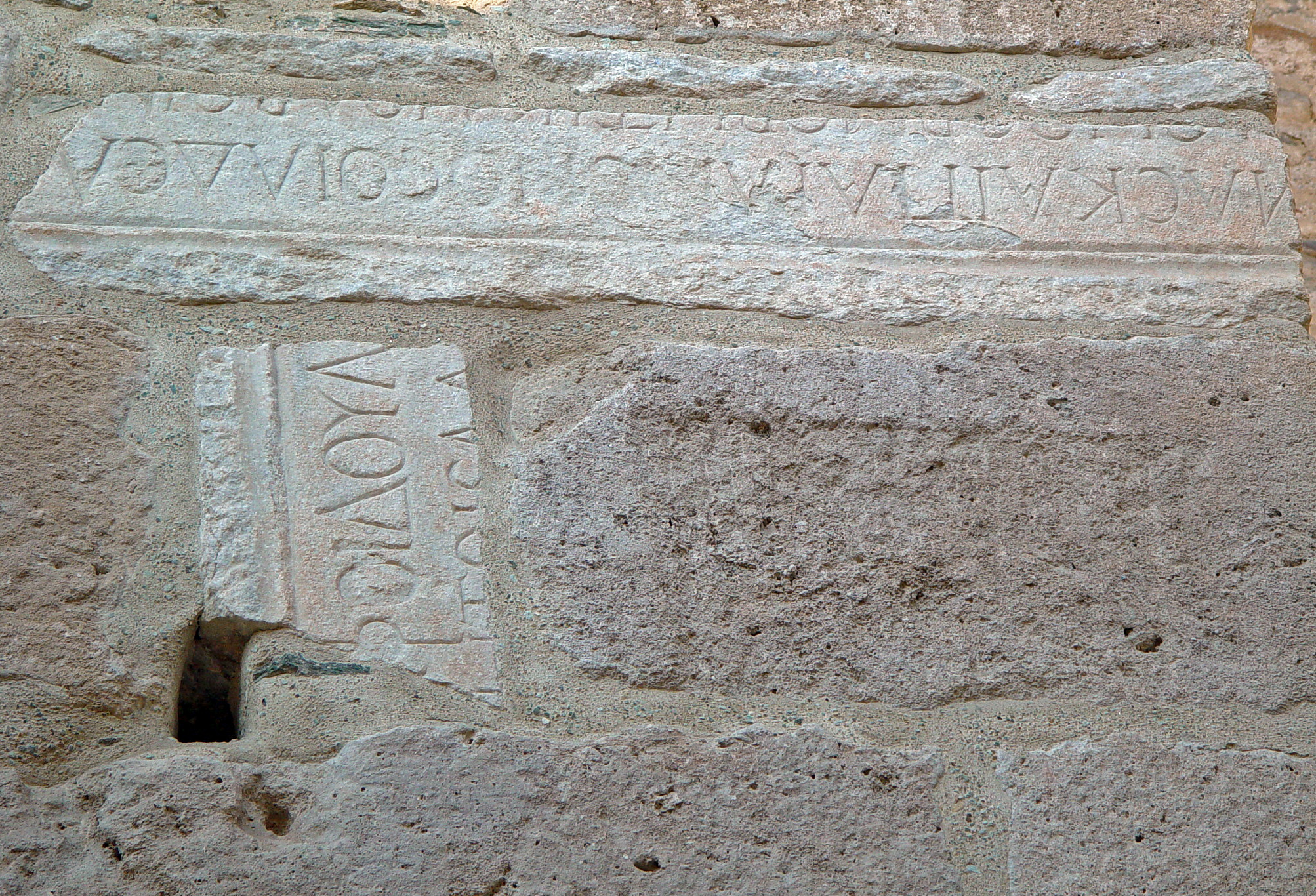
Détail de la maçonnerie avec remplois d'inscriptions grecques d'époque romaine.